# Richard J. Berry
Richard J. Berry (n. Waterloo, Iowa, Estados Unidos, 5 de noviembre de 1962) es un político, empresario y economista estadounidense. Es miembro del Partido Republicano de los Estados Unidos.
Fue Alcalde de la ciudad de Albuquerque (Nuevo México del 1 de diciembre del 2009 a 2017.

## Biografía
Nacido en la ciudad estadounidense de Waterloo en Iowa el día 5 de noviembre de 1962. Se crio en Beatrice perteneciente al Estado de Nebraska, donde pasó allí su infancia y adolescencia y se graduó en el instituto local "Beatrice Senior High School". Seguidamente en 1982 tras conseguir una beca deportiva se trasladó a Albuquerque (Nuevo México) para asistir a la Facultad "Anderson School of Management" de la "Universidad de Nuevo México", donde consiguió una Licenciatura en Finanzas y Administración. En esta facultad fue donde conoció a su futura esposa María Medina.
Posteriormente tras finalizar sus estudios superiores empezó trabajando en el mundo de la empresa, hasta que con el paso del tiempo ha logrado convertirse en un empresario de éxito en la industria de la construcción.
En el año 2006 inició su carrera política como miembro del Partido Republicano de los Estados Unidos. Ese mismo año al retirarse el político Ted Hobbes, para ocupar su puesto se presentó a las primarias republicanas donde ganó con el 52% de los votos, derrotando a otros candidatos. Tras la victoria en las primarias pudo ser candidato en las elecciones estatales, en las cuales consiguió el día 3 de enero de 2007 ser Miembro de la Cámara de Representantes de Nuevo México por el distrito número 20. En las elecciones de 2008 ganó la reelección para un segundo mandato.
Como miembro de la Cámara de Representante, perteneció al grupo de trabajo sobre la solvencia de las pensiones y fue asignado en los Comités de Créditos y Finanzas, Justicia, Desarrollo Rural y Desarrollo económico, Transportes y Obras públicas.
Tiempo más tarde decidió postularse como candidato de su partido para las Elecciones municipales de Alburquerque en 2009, las cuales ganó con el 44% del voto popular, derrotando a sus principales contrincantes los demócratas Martin Chávez (36%) (que era el entonces alcalde) y al senador estatal Richard C. Romero (20%). El día 1 de diciembre de ese mismo año se celebró su investidura como nuevo Alcalde de Alburquerque, por el cual para ocuparse plenamente en su nueva función tuvo que dejar de ser miembro de la Cámara de Representantes de Nuevo México, siendo sucedido en su escaño por James Whithe.
En las siguientes Elecciones de 2013 ganó su reelección con un 68.10%, logrando más votos que en las anteriores y derrotando a Pete Dinelli (28.72%) y Paul Heh (3.10%).
Al mismo tiempo, desde 2013 también ejerce como Presidente del Comité de Economía en la Conferencia de Alcaldes de los Estados Unidos.